# Bahnmuseum Albula
Im Juni 2012 wurde das Bahnmuseum Albula im ehemaligen Zeughaus Bergün/Bravuogn an der Albulabahn eröffnet. Es zeigt die Geschichte der Rhätischen Bahn (RhB) und die damit verbundene Entwicklung im Albulatal. Zuvor wurde das Reisezentrum der Rhätischen Bahn im Dezember 2011 vom Bahnhofgebäude zusammen mit Bergün-Filisur Tourismus in das Bahnmuseum Albula verlegt.
Das vierstöckige Zeughaus Gebäude gegenüber dem Bahnhofgebäude wurde zwischen 1917 und 1919 erbaut. Vor dem Museum steht seit November 2011 die Krokodillokomotive RhB Ge 6/6I 407 und seit Juni 2021 der RhB BDe 4/4 491 der ehemaligen Bahnstrecke Bellinzona–Mesocco.

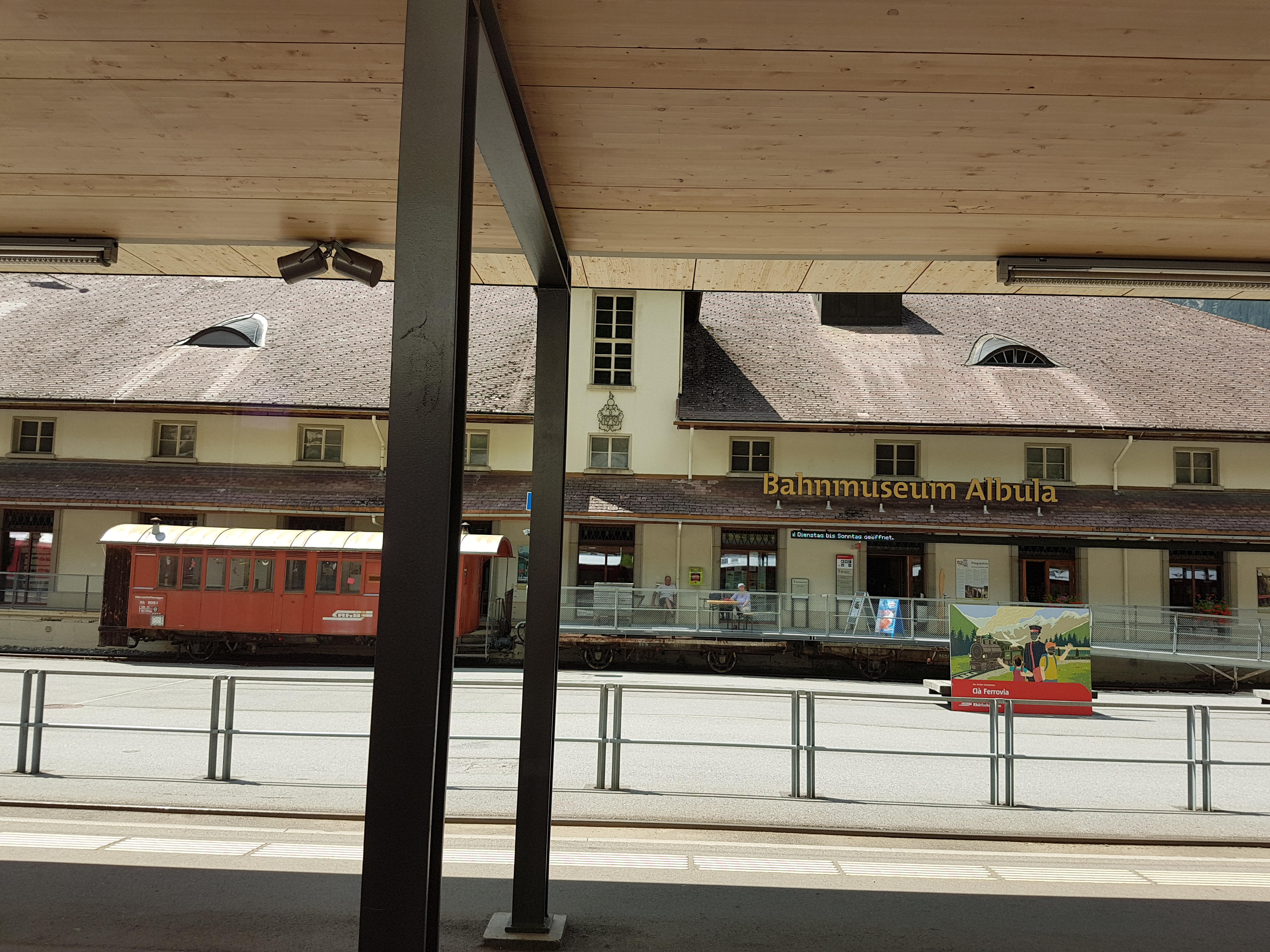
Eingang des Museums von Aussen, 2018
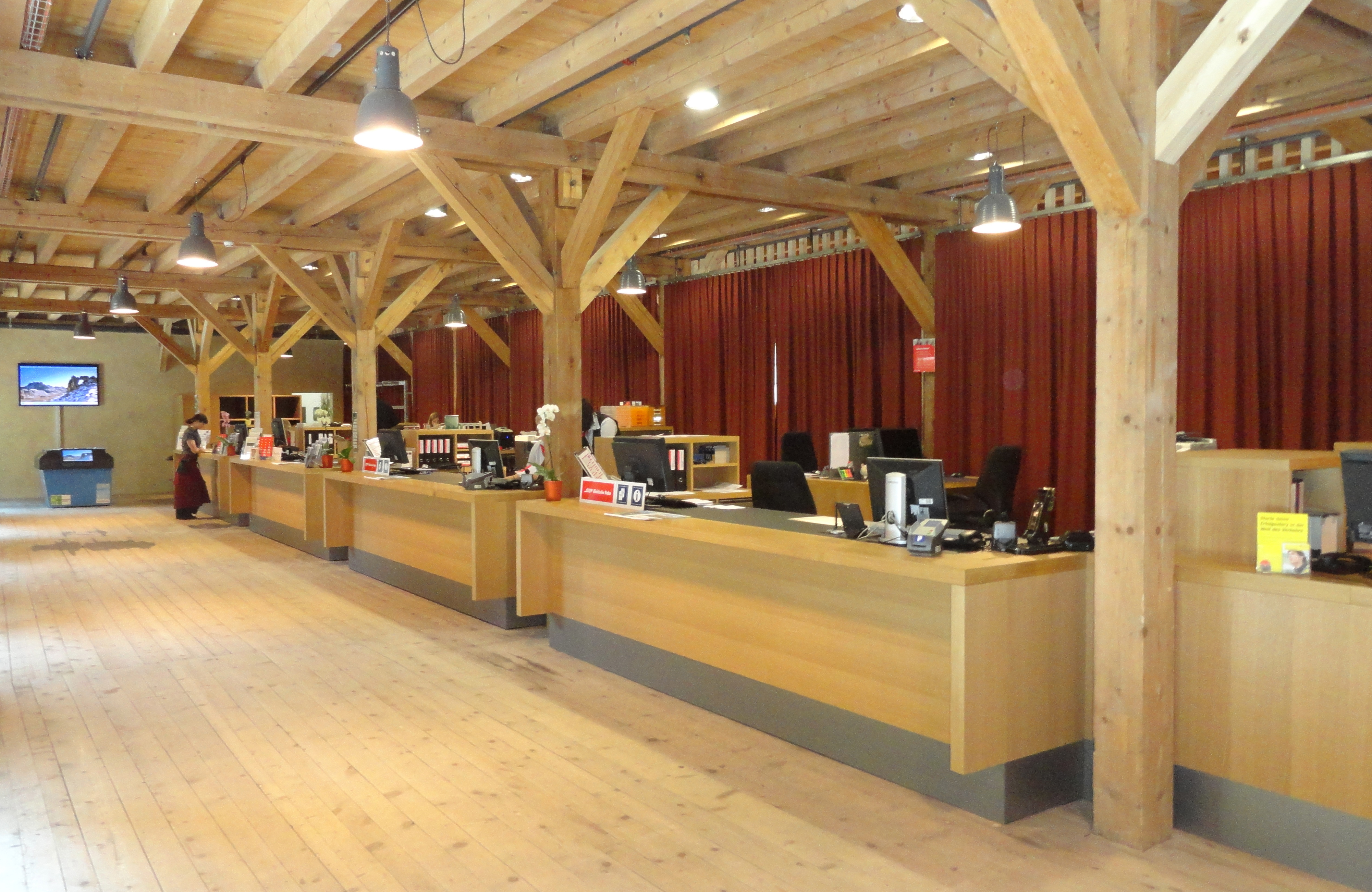
Eingang des Museums in Form einer Schalterhalle mit Reisezentrum der Rhätischen Bahn und Bergün-Filisur Tourismus, 2012
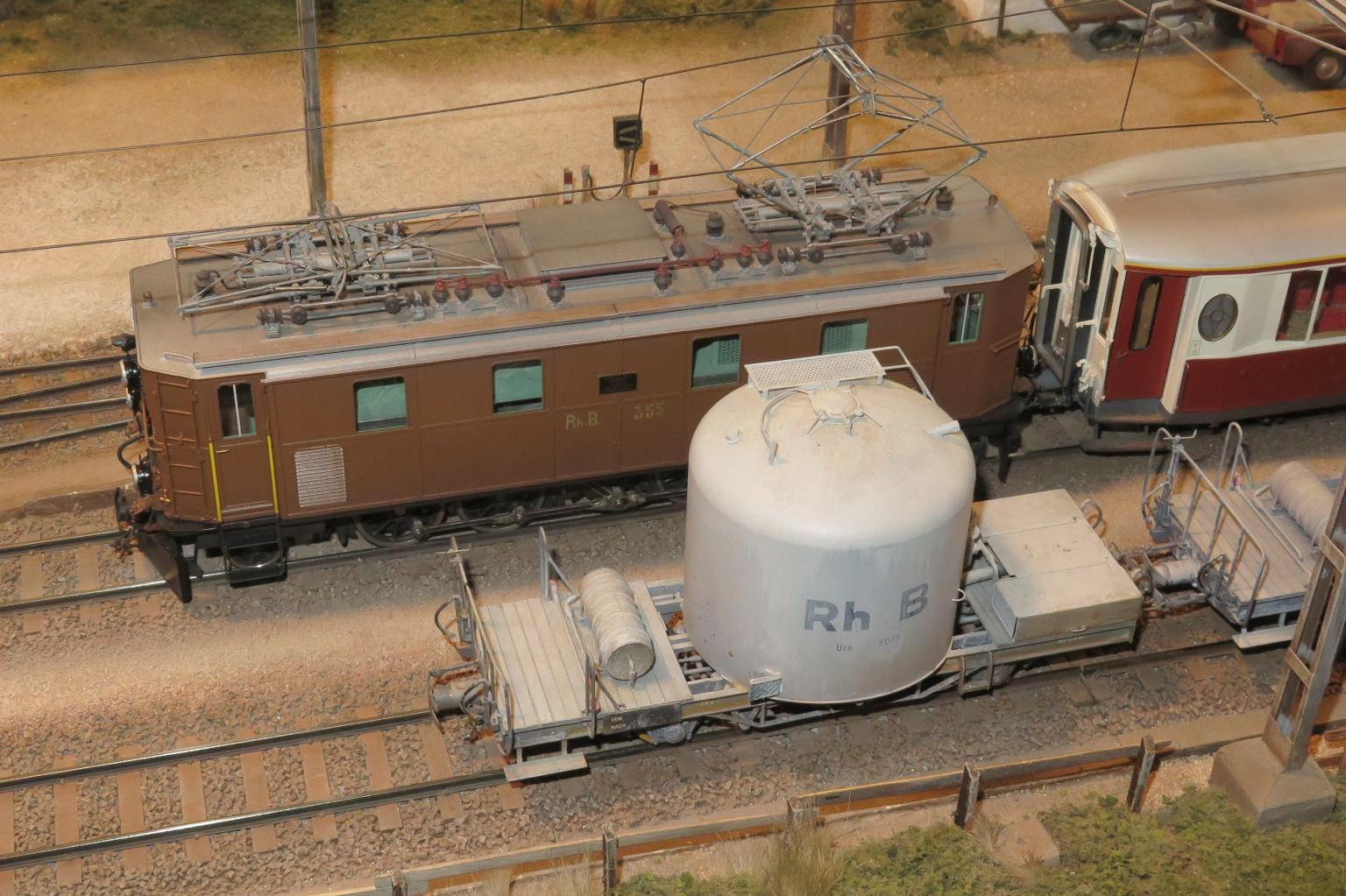
Detailansicht der Spur 0m (Spur 0-22,2) Modelleisenbahnanlage des Museums, 2014

Die Geschichte der Rhätischen Bahn wird im Museum durch historische Gegenstände wie Rollmaterial, Komponenten von Gleisanlagen und Bilder und multimedial gestalterischen Medien erlebbar gemacht. In das «Krokodil» wurde von der Fachhochschule Biel ein Simulator in den Führerstand eingebaut, in dem der Besucher eine virtuelle Fahrt von Thusis nach Samedan unternehmen kann.
Die Idee eines Bahnmuseums stammt von einem Lokführer der Rhätischen Bahn. Ausgemustertes historisches Rollmaterial und abgebaute Teile von Bahnanlagen sollten nicht mehr verschrottet, verschenkt oder verkauft, sondern in einem Museum der Öffentlichkeit zugänglich gemacht werden. Das Projekt war mit Gesamtkosten von knapp 7 Millionen Schweizer Franken veranschlagt und wurde gemeinsam vom Kanton Graubünden, der Rhätischen Bahn und dem Verein Bahnmuseum Albula, der Mitglied des Verband Historic RhB ist, realisiert. Das ehemalige Zeughaus wurde behutsam saniert und umgebaut. Die ursprünglich zusätzlich als Neubau neben dem Zeughaus geplante Fahrzeughalle wurde aus finanziellen Gründen im ersten Bauabschnitt nicht realisiert. Baubeginn war im Frühjahr 2010, die Eröffnung erfolgte am 2. Juni 2012.
In unmittelbarer Umgebung stehen die historischen Gebäude beim Bahnhof Stugl/Stuls, der bahnhistorische Lehrpfad und die Brückenbauwerke Landwasserviadukt und Wiesener Viadukt. Da der stillgelegte Bahnhof Stugl/Stuls eine wichtige Rolle im Zusammenspiel mit dem Bahnmuseum Albula spielen soll, wurde dort vor einiger Zeit ein Nebengebäude saniert.